# Andrij Hułyj-Hułenko
Andrij Ołeksijowycz Hułyj-Hułenko (ukr. Андрій Олексійович Гулий-Гуленко; ur. 1886 w Nowoarchangielsku, zm. po 1926) – generał-chorąży Armii Ukraińskiej Republiki Ludowej.

## Życiorys
Ukończył gimnazjum w Odessie, a następnie Instytut Gospodarstwa Wiejskiego i Leśnictwa w Puławach (ówcześnie urzędowo Nowa Aleksandria). Po wybuchu I wojny światowej skierowany do wojsk inżynieryjnych Imperium Rosyjskiego, gdzie służył do 1917, awansując do stopnia sztabskapitana.
W 1917 dowodził oddziałem inżynieryjnym wojsk Centralnej Rady, następnie organizował front południowy.
W 1919 dowodził oddziałami walczącymi z machnowcami. Podczas I pochodu zimowego dowodził Dywizją Zaporoską, a od listopada 1921 besarabską grupą armii URL, walczącą wspólnie z wołyńską grupą Jurka Tiutiunnyka podczas II pochodu zimowego.
Później przemycał na Ukrainę broń w celu wywołania antybolszewickiego powstania, został aresztowany przez bolszewików w Odessie 19 lipca 1922 i skazany na 10 lat więzienia. Ostatnie wiarygodne informacje o nim pochodzą z 29 stycznia 1926, kiedy przebywał w więzieniu o zaostrzonym rygorze.